# Øystein Magnusson
Øystein Magnusson (født 1088, død 29. august 1123) var konge af Norge 1103 – 1123. 
Han var gift med norske Ingebjørg Guttormsdotter. Øystein Magnusson var søn af kong Magnus Barfod. Øystein Magnusson var konge sammen med brødrene Sigurd Jorsalfar og Olav Magnusson. 